# Lumia Nurmela
Lumia Nurmela (* 23. April 2008 in Rovaniemi) ist eine finnische Nordische Kombiniererin.

## Werdegang
Nurmela startet für den „Skiverein Ounasvaara“. Sie war in der Jugend sowohl Teil des finnischen Nachwuchskaders in der Nordischen Kombination als auch im Skilanglauf. Am 2. September 2022 gab sie im Youth Cup in Tschagguns ihr internationales Debüt und belegte dabei den 14. Platz im Gundersen Einzel. Am 19. Januar 2024 nahm sie in Klingenthal erstmals an einem Continental-Cup-Rennen teil, ging nach dem Sprunglauf aber nicht zum Langlauf an den Start. Tags darauf wurde sie Dreizehnte. Bei ihrem Weltcup-Debüt in Otepää Mitte Februar zeigte sie im Massenstart die viertbeste Laufleistung, verlor aber beim Sprunglauf einige Plätze und belegte im Schlussklassement den 21. Platz. Im Herbst 2024 wurde bei Nurmela eine Stressfraktur im Schienbein diagnostiziert.

## Privates
Nurmela ist die Tochter des ehemaligen Kombinierers Tapio Nurmela.

## Statistik

### Weltcup-Platzierungen
| Saison  | Platz | Punkte |
| ------- | ----- | ------ |
| 2023/24 | 35.   | 39     |

### Continental-Cup-Platzierungen
| Saison  | Platz | Punkte |
| ------- | ----- | ------ |
| 2023/24 | 35.   | 70     |